# Adiantum poiretii
Adiantum poiretii es una planta perteneciente a la familia Pteridaceae.

## Taxonomía
Adiantum poiretii fue descrita por el botánico sueco Johan Emanuel Wikström y publicada en Kongl. Vetenskaps Academiens Handlingar: 443 en 1826.

### Sinonimia
- Adiantum crenatum Poir., 1810[3]
- Adiantum gratum Fée, 1852

## Nombres comunes
- Culantrillo, culantrillo del pozo, yaru chaqui[4]